# Покривник темний
Покривни́к темний (Percnostola fortis) — вид горобцеподібних птахів родини сорокушових (Thamnophilidae). Мешкає в Амазонії. Раніше цей вид відносили до роду Покривник (Myrmeciza), однак за результатами молекулярно-генетичного дослідження, яке показало поліфілітичність цього роду, його було переведено до роду Аляпі (Percnostola).

## Опис

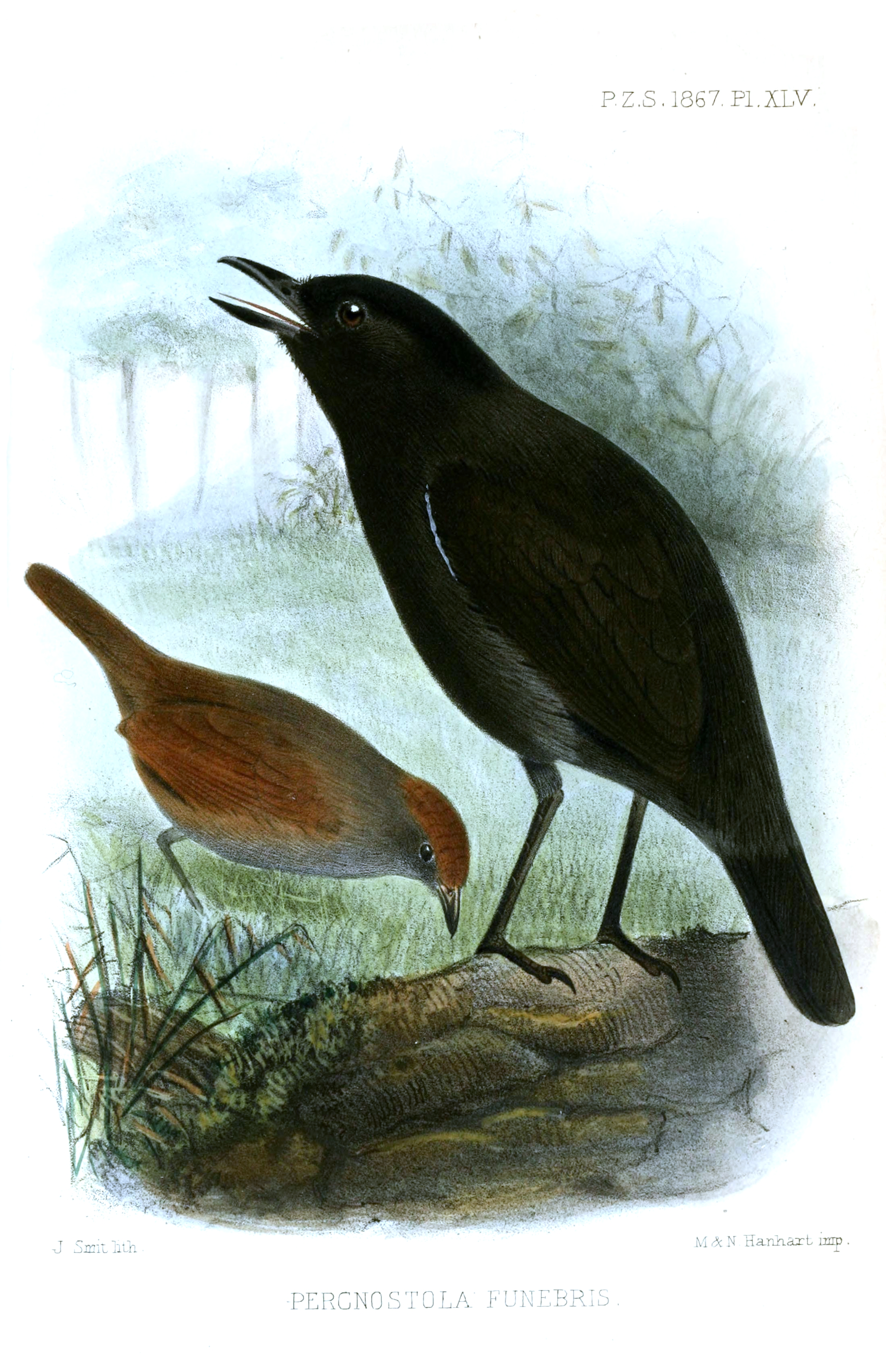
Пара білоплечих покривників

Довжина птаха становить 18,5 см. Самці мають переважно чорнувато-сіре забарвлення, тім'я у них чорнувате, на плечах білі смуги. У самиць верхня частина тіла сірувата з коричневим відтінком, тім'я рудувато-коричневе, крила і хвіст рудувато-коричневі, голова і нижня частина тіла сірі. Очі червоні, навколо очей кільця сизої голої шкіри.

## Підвиди
Виділяють два підвиди:
- P. f. fortis Sclater, PL & Salvin, 1868 — південно-східна Колумбія, схід Еквадору і Перу, захід Бразильської Амазонії (на південь від Амазонки, на захід від Мадейри) і північно-східна Болівія;
- P. f. incanescens (Todd, 1927) — захід Бразильської Амазонії.

## Поширення і екологія
Темні покривники мешкають в Колумбії, Еквадорі, Перу, Болівії і Бразилії. Вони живуть в нижньому ярусі вологих рівнинних, гірських і заболочених тропічних лісів. Зустрічаються переважно на висоті до 900 м над рівнем моря, місцями на висоті до 1200 м над рівнем моря. Живляться комахами.